# Équipe d'Algérie de football à la Coupe d'Afrique des nations 1982
Cet article relate le parcours de l’équipe d'Algérie de football lors de la Coupe d'Afrique des nations de football 1982 organisée en Libye, du vendredi 5 mars 1982 au vendredi 19 mars 1982.

## Effectifs
- Source 

## Phase qualificative

### 1ertour
| Équipe 1 | Score | Équipe 2 | Aller | Retour |
| -------- | ----- | -------- | ----- | ------ |
| Algérie  | 5-4   | Mali     | 5-1   | 0-3    |

### 2etour
| Équipe 1 | Score | Équipe 2     | Aller | Retour |
| -------- | ----- | ------------ | ----- | ------ |
| Algérie  | 8-1   | Burkina Faso | 7-0   | 1-1    |

### 1ertour

#### Groupe B
| Sélectionneur :           |
| Maheiddine Khalef Algérie |

| Entraîneur :        |
| Buselic Yougoslavie |

| Sélectionneur :           |
| Maheiddine Khalef Algérie |

| Entraîneur :        |
| Buselic Yougoslavie |

| Entraîneur :             |
| Maheidine Khalef Algérie |

| Entraîneur :       |
| Otto Gloria Brésil |

| Entraîneur :             |
| Maheidine Khalef Algérie |

| Entraîneur :       |
| Otto Gloria Brésil |

| Sélectionneur :          |
| Rachid Mekhloufi Algérie |

| Entraîneur :            |
| Mangistu Worku Éthiopie |

| Sélectionneur :          |
| Rachid Mekhloufi Algérie |

| Entraîneur :            |
| Mangistu Worku Éthiopie |

| Place | Pays     | Pts | J | V | N | D | Buts + | Buts - | Diff. |
| 1er   | Algérie  | 5   | 3 | 2 | 1 | 0 | 3      | 1      | +2    |
| 2e    | Zambie   | 4   | 3 | 2 | 0 | 1 | 4      | 1      | +3    |
| 3e    | Nigeria  | 2   | 3 | 1 | 0 | 2 | 4      | 5      | -1    |
| 4e    | Éthiopie | 1   | 3 | 0 | 1 | 2 | 0      | 4      | -4    |

### Demi-finale
| Entraîneur :     |
| C K Guamfi Ghana |

| Entraîneur :             |
| Mahiedine Khalef Algérie |

| Entraîneur :     |
| C K Guamfi Ghana |

| Entraîneur :             |
| Mahiedine Khalef Algérie |

#### Match pour la3eplace
| Entraîneur :        |
| Buselic Yougoslavie |

| Entraîneur :             |
| Maheidine Khalef Algérie |

| Entraîneur :        |
| Buselic Yougoslavie |

| Entraîneur :             |
| Maheidine Khalef Algérie |

## Meilleurs buteurs de l'équipe
- 2 buts
  - Salah Assad
- 1 but
  - Djamel Zidane
  - Okey Isima
  - Chaâbane Merzekane